# Birger Nordsted-Jørgensen
Birger Arnold Nordsted-Jørgensen (født 18. september 1927 i Menstrup, død 20. august 2012 i San Pedro de Alcantara i Spanien) var en dansk arkitekt og designer med tegnestue i Næstved, og en af de danske arkitekter der har bygget mest på kortest tid. Han blev født i Menstrup i 1927 som barn af læge Arnold Jørgensen og Jenny Nordsted. Han tog præliminæreksamen fra Hindholm i 1944 og blev student fra Høng i 1947, før han tog mureruddannelsen i Næstved og Charlottenlund, og efterfølgende uddannede sig som bygningskonstruktør i København mellem 1951 og 1953. Efter at være uddannet som bygningskonstruktør søgte han optagelse på Kunstakademiets arkitektur uddannelse, som han dimitterede fra i 1958.
Efter endt uddannelse blev han ansat som arkitekt hos Jørgen Maahr, hvor han var beskæftiget fra 1958 til 1962. Herefter stiftede han sin egen tegnestue, som på sit højdepunkt beskæftigede 27 mennesker, i bygningen i Appenæs nær Næstved. Han drev også en periode designvirksomheden Nordsted Design med sin tvillingebror Bent Nordsted, samt stiftede og drev Nord-Fair kongrescenter i Vejle. Han var gift med Esther Nordsted-Jørgensen, som han fik tre børn med.

## Byggerier
Efter at have afsluttet sin uddannelse på Kunstakademiet i København, drev han frem til 1993 sin egen tegnestue i Næstved. Det var fra denne at han i specielt 1960’erne og 1970’erne havde en masse større byggeprojekter i København og omegn, samt i en række større provinsbyer. I mange år havde han et tæt samarbejde med bygherren Bøje Nielsen, som han gennemførte de fleste af sine projekter sammen med. Under Bøje Nielsens totalentreprise byggestil, blev der stillet krav om at opgaverne skulle leveres hurtigt, men det var dog noget der motiverede Nordsted-Jørgensen, og han nød tempoet, rejserne og muligheden for at skabe.
Specielt indenfor offentligt institutionsbyggeri og det almene boligbyggeri udførte Birger Nordsted-Jørgensen en masse opgaver. I 1960'erne og 1970'erne opførtes dermed en masse af både hans tæt-lav boliger, men også større etagebyggerier. Blandt de mere prominente byggerier han har været arkitekt på kan nævnes:
- Næstved Svømmehal, Næstved
- Feriehotel Smålandshavet, Karrebæksminde
- Avedørecenteret, Hvidovre
- Nord-Fair Centeret, Vejle
- Sct. Jørgens Park, Næstved
- Marina Bay, Gibraltar
- Grand Hotel, Kalundborg

Derudover lå mange af Birger Nordsted-Jørgensens opgaver i at tegne diverse kontorhuse, typehuse, børneinstitutioner og golfklubber og –baner. Hans eget personlige, arkitektoniske hjertebarn blev opført i Appenæs, hvor han lavede en gennemgående renovation af en lade, og beklædte vinduerne med brøndringe af beton, som var noget der i samtiden trak opmærksomhed. Dette toetagers bygningsværk udgjorde rammen om hans tegnestue, og blev indrettet som kontorer. Da Birger Nordsted-Jørgensen lukkede sin tegnestue, overtog sønnerne Jasper og Claes Nordsted-Jørgensen bygningen, som blev delvist indrettet som kontor for Jasper Nordsted-Jørgensens filmudlejningsvirksomhed, Nordmedia, og delvist til Claes Nordsted-Jørgensens arkitektvirksomhed, som han videreførte efter sin far.
Nordsted-Jørgensen er dog mest kendt for sine tæt-lav boliger, som han sammen med Bøje Nielsen byggede i hele landet, særligt dog i Københavnsområdet og på Sjælland, og var derfor særligt med til at bygge almene boligbyggerier. I Weilbachs Kunstnerleksikon beskrives det hvordan hans arkitektoniske udtryk led stærkt under strenge krav om prisbillighed og rationalisering, samt at byggeprocenten skulle udnyttes fuldt ud. Derfor rettes der i leksikonet en kritik af, at hans almene boliger kunne fremstå monotone, og uden den store mulighed for udfoldelse. Det pointeres dog også at Nordsted-Jørgensen viste fin fornemmelse for bygningers originale arkitektur ved større restaurerings projekter. Herudover kan nævnes at han ved udførelsen af flere andre projekter, som Næstved Svømmehal og Avedørecenteret, viste at hans arkitektoniske udtryk ikke behøvede at være monotont og livløst.[kilde mangler]
Hans egentlige svendestykke var dog Næstved Svømmehal fra 1969, som var den første svømmehal i Næstved. Budgettet på svømmehallen blev overskredet, men mange betragter stadig i dag Næstved Svømmehal, med sine buede linjer, som et mesterværk.

## Andre projekter
Med sin tvillingebror, Bent Nordsted, drev Nordsted-Jørgensen i 1970'erne virksomhederne Nord-Fair og Nordsted Design. Nord-Fair er den dag i dag en virksomhed, der tilbyder hjælp til messer i Vejle området. Det er i dag en af Danmarks største arrangører af fagmesser og indkøbsmøder, og har siden første messe i 1972 afholdt mere end 450 arrangementer.
Nordsted Design var en design virksomhed, der designede alt fra lamper og lysestager til peberkværne og bestik. Særlig ikonisk blev den støbte øloplukker virksomheden designede. Virksomheden måtte dog lukke igen, da den blev plaget af plagiering og billige kopivarer. En masse produkter, specielt peberkværne, er dog stadig i omløb den dag i dag.

## Livet som pensionist
Nordsted-Jørgensen trak sig i 1993 tilbage til Spanien, med sin kone Esther. De bosatte sig i San Pedro de Alcantara, nær Marbella og Málaga. De besøgte dog stadig hvert år Danmark og Næstved-området, og havde sommerhuse i både Bisserup og Karrebæksminde. Et skrantende helbred gjorde dog at ferierne til Danmark blev færre og færre, og sidste gang Birger Nordsted-Jørgensen satte sine ben i Danmark var til vennen og samarbejdspartneren Bøje Nielsens bisættelse i Fodby Kirke i 2007. Efterfølgende tillod helbredet ikke flere ture til Danmark, før den sidste rejse gik til familiegravstedet ved Marvede Kirke nær barndomsbyen Menstrup.